# Tupiocoris
Tupiocoris is een geslacht van wantsen uit de familie blindwantsen. Het geslacht werd voor het eerst wetenschappelijk beschreven door China & Carvalho in 1952.

## Soorten
Het genus bevat de volgende soorten:

- Tupiocoris agilis (Uhler, 1877)
- Tupiocoris annulifer (Lindberg, 1927)
- Tupiocoris brachypterus (Knight, 1943)
- Tupiocoris californicus (Stal, 1859)
- Tupiocoris chlorogaster (Berg, 1878)
- Tupiocoris confusus (Kelton, 1980)
- Tupiocoris cucurbitaceus (Spinola, 1852)
- Tupiocoris diplaci (Knight, 1968)
- Tupiocoris elongatus (Van Duzee, 1917)
- Tupiocoris killamae Schwartz & Scudder, 2003
- Tupiocoris mexicanus (Carvalho & Becker, 1957)
- Tupiocoris notatus (Distant, 1893)
- Tupiocoris phaceliae (Knight, 1968)
- Tupiocoris rhododendri (Dolling, 1972)
- Tupiocoris ribesi (Knight, 1968)
- Tupiocoris rubi (Knight, 1968)
- Tupiocoris rufescens (Van Duzee, 1917)
- Tupiocoris similis (Kelton, 1980)
- Tupiocoris tibialis (Kelton, 1980)
- Tupiocoris tinctus (Knight, 1943)